# Phrynichus (blijspeldichter)
Phrynichus (Oudgrieks: Φρύνιχος / Phrynichos) was een Atheense blijspeldichter uit de laatste decennia van de 5e eeuw v.Chr. Hij wordt weleens verward met de gelijknamige tragediedichter én met de politicus.
Phrynichus' dramatische activiteit dient gesitueerd tussen 430 en 410 v.Chr. Hij zegevierde voor de eerste maal in een komediewedstrijd in 428. Blijkbaar vormde hij een schrijversduo met zijn vakgenoot Amipsias, want een paar stukken behandelen onderwerpen, die door beiden bewerkt zijn, onder meer de Konnos (Konnos was een muziekleraar die onder meer Socrates onderwees) en de Komastai (Fuifnummers). Deze laatste komedie rekende waarschijnlijk af met het schandaal van heiligschennis (415 v.Chr.) waarbij Alcibiades en zijn vriendjes betrokken waren. In 414 v.Chr. bracht Phrynichus een stuk met de titel Monótropos (Eenzaat), over het wel en wee van een mensenhater. In de Mousai (Muzen) bracht hij een literaire wedstrijd tussen Sophocles en Euripides op het toneel, waarin Sophocles won. In 407 creëerde hij nog de Mystai (Ingewijden).
 Portaal Oudheid · Athene · Geschiedenis van Griekenland · Geschiedenis van Athene
- Gemeinsame Normdatei: 119269414
- International Standard Name Identifier: 0000 0004 5343 5681
- Library of Congress Control Number: no2015134775
- Nationale Bibliotheek van Israël: 987007380708305171
- Nederlandse Thesaurus van Auteursnamen: 06988885X
- Réseau des bibliothèques de Suisse occidentale: 02-A028470822
- Istituto Centrale per il Catalogo Unico: UBOV419867
- LIBRIS: 196573
- Virtual International Authority File: 224144647704709794591
- WorldCat: E39PCjvxprbkT3bhv78WprWPw3